# Thomasmesse
Die Thomasmesse (auch: Thomas-Messe) ist eine Gottesdienstform des Abendmahlsgottesdiensts in evangelischen Kirchen. Die verwendeten Gesänge aus Taizé sind in allen christlichen Kirchen in Gebrauch. Die meist in vielfacher Wiederholung (Ostinato) gesungen werden. Die „Gesänge aus Taizé“ sind einstrophig, kurz, in schlichtem Satz, oft vierstimmig oder kanonisch. Die meisten dieser Gesänge wurden von Bruder Robert Giscard, ab dem Jahr 1974 zusammen mit dem Pariser Organisten Jacques Berthier, komponiert, einige von dem französischen Jesuiten Joseph Gelineau und die meisten neuen Lieder von verschiedenen Brüdern der Communauté. Katholische Kirchen nutzen ein anderes Logo bei Thomasmessen. Im katholischen Bereich sind derartige liturgische Formen als Jona-Gottesdienst bekannt.

## Zielsetzung
Die Thomasmesse soll fragende Christen, im Glauben Zweifelnde, frustrierte Kirchgänger, Gottesdienstmuffel ansprechen. Sie ist geprägt durch neue Lieder, eigene und neue Gedanken, ansprechende Verkündigung, Abendmahl zum Anfassen und gibt Gelegenheit zum Beobachten, Einfühlen, langsamen Annähern, Mitmachen. Ihr Name kommt von dem Jünger Thomas, der nach Joh 20,24–29  an der Auferstehung Jesu zweifelte, bis er sie im unmittelbaren Erfühlen und Erleben der Wundmale erkannte.
Das Besondere dieses Gottesdienstes besteht nicht in seinen Elementen, sondern im Prozess seiner Entstehung und Umsetzung, weil viele Laien gemeinsam mit wenigen Hauptamtlichen aktiv sind.

## Ablauf
Eine Thomasmesse beginnt mit dem Einzug der Mitwirkenden. Der Vorsteher trägt ein liturgisches Kleid (etwa eine Albe), die übrigen Mitwirkenden einen (weißen) Schal. In einer Thomasmesse werden vorwiegend Gesänge aus Taizé gesungen. Der Eingangsteil besteht aus Liedern, Gebeten, Lesungen. Ein typisches Element ist das „Garderobengebet“, das ein „Ankommen und Ablegen“ symbolisiert. Ein besonderes Kennzeichen der Thomasmesse ist die „offene Zeit“, die etwa 15 bis 30 Minuten dauert („Wandelphase“). An verschiedenen Orten in der Kirche können die Besucher verschiedene Angebote in Anspruch nehmen, etwa meditieren, Gebetsanliegen aufschreiben, eine Segnung empfangen oder ein seelsorgerliches Gespräch führen.
In jeder Thomasmesse gibt es ein Abendmahl nach Ordnung der jeweiligen Kirche. Im (katholischen) Jona-Gottesdienst wird keine Kommunion gespendet.

## Geschichte
Die Thomasmesse nahm ihren Anfang in Helsinki, wo Pfarrer Olli Valtonen, der als Redakteur arbeitete, sich nach einem Gottesdienst sehnte, in dem er selbst Energie schöpfen konnte und in dem sich der Zeitgenosse, der sich kaum für die Kirche interessierte, mit seinen Fragen und Wünschen wiederfinden konnte. Da ihn dieser Wunsch mit anderen Christen verband, begann eine Gruppe von 40 Menschen sich regelmäßig zu treffen und darüber zu reden und zu beten, wie ein Gottesdienst gestaltet werden könnte, der heutige Menschen anspricht. Das Ergebnis war die Thomasmesse. Seit 1989 wird sie jeden Sonntagabend in der Agricola-Kirche in Helsinki gefeiert.
Seit 1993 wird die Thomasmesse auch in Deutschland gefeiert, zuerst in Winsen an der Luhe und in Hannover, bald folgten Thomasmessen im Bremer Dom und an weiteren Orten, inzwischen in ca. 50 Städten Deutschlands.

## Organisation

### Gemeinde
Vor Ort wird die Thomasmesse von einer offenen Projektgruppe eigenverantwortlich vorbereitet. Das Abendmahl wird vom Pfarrer nach Ordnung der Kirche gefeiert.

### Jugendarbeit
Bei Jugendcamps (mehrtägig mit Anmeldung) des CVJM wird die Thomasmesse vorbereitet und verantwortet von einem kleinen Team haupt- und ehrenamtlicher Mitarbeiterinnen. Dieses Leitungsteam erarbeitet die Programmstruktur und legt die Themen und Verkündigungsinhalte fest. Hier wird konkret zur Nachfolge Jesu eingeladen. Es bietet sich die Möglichkeit einer anschließenden „Festmachzeit“ zur Klärung der nächsten Schritte und Feier des neuen „Anfangs“.

### Netzwerk
In der Anfangszeit wurden die Thomasmesse-Initiativen vom Gemeindekolleg der VELKD betreut, das jährliche Treffen zum gegenseitigen Austausch organisierte. Daraus entstand das „Netzwerk Thomasmesse-Initiativen“.
Die Verantwortung ging im Jahr 2011 über an das Predigerseminar der EKKW, Arbeitsstelle Gottesdienst. Zudem wird das Netzwerk nun von einem gewählten Sprecherkreis vertreten, der das jeweils nächste Treffen vorbereitet und die Initiativen nach außen vertritt.

### Mit andern Namen
Oft wird genau gleich wie bei der Thomasmesse ein Gottesdienst als ein großes Fest der Dankbarkeit und der Hoffnung gefeiert. Gut Trauf ist der Eigenname in Tailfingen als Mitmachfest, Präsentation von Rettungsorganisationen, Musik, Spiel, Sport geführten Spaziergängen, Wanderungen und Radtouren, die Zeltkirche ist ein Angebot der Württembergischen Landeskirche.

### Musikalische Messen
Unabhängig von der aus Helsinki stammenden Gottesdienstform, mit der offenen Zeit, die etwa 15 bis 30 Minuten dauert, gibt es auch musikalische Thomasmessen.

#### Roland Küng
Der St. Thomas-Chor, Inwil bei Baar hat 2022 eine Messe zu Ehren des Hl. Apostels Thomas, ergänzt mit Texten im hiesigen Dialekt aufgeführt.

#### Ignaz Mitterer
Bekannt ist auch eine Komposition von Ignaz Mitterer.

## Belege
1. ↑  Mit Gesängen beten - Taizé. In: taize.fr.
2. ↑  Thomasmesse
3. ↑  Tuomasmessu, You Toube
4. ↑  Thomasmesse | Don Bosco Kirche, auf kath-kirche-kaernten.at
5. ↑  Was ist besonders?, auf thomasmesse.org, abgerufen am 7. August 2023
6. ↑  Thomasmesse CVJM
7. ↑  CVJM-Club-Camp: 260 Jugendliche vernetzen sich, auf cvjm-bibu.de
8. ↑  Jugendarbeit: KonfiCastle (PDF; 3,4 MB), auf cvjmbaden.de
9. ↑  Zeltkirche kennenlernen. Abgerufen am 11. Februar 2023 (deutsch).
10. ↑  Über uns. gut-trauf.de, abgerufen am 11. Februar 2023.
11. ↑  Schwarzwälder Bote, Oberndorf Germany: Zelt-Festival in Tailfingen: Neustart nach Corona. Abgerufen am 11. Februar 2023.
12. ↑  Horst Schweizer: Demonstration einer Rettung beim Tailfinger Gut-Trauf-Festival: Was ist ein Menschenleben wert? In: Zollern Alb Kurier. 26. Juni 2023, abgerufen am 7. August 2023.
13. ↑  Zeltfestivals 2023 in Flein und Albstadt , auf gem-wue
14. ↑  Glauben ist ein Prozess - auch für Apostel. Aufführung der 2021 komponierten St. Thomas Messe, auf youtube.com
15. ↑  Ignaz Mitterer St. Thomas-Messe, auf youtube.com